# Menhire von Holíč

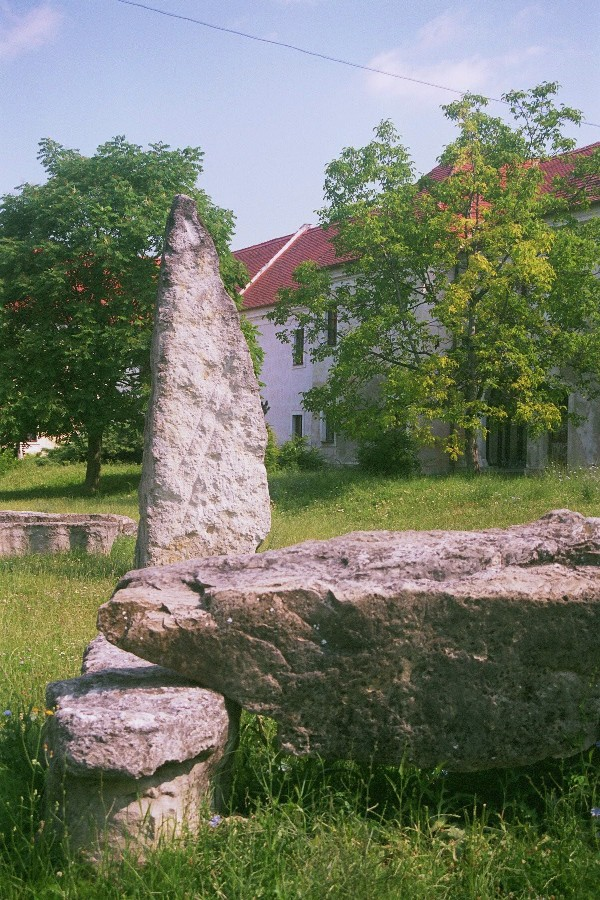
Menhir von Holíč

Die Menhire von Holíč (bis 1946 slowakisch „Holič“; - dt. Holitsch – älter auch Weißkirchen, ungarisch Holics) liegen in der Region Záhorie, nahe der Grenze zu Tschechien in der Slowakei. Sie wurden 1988 auf einer Anhöhe im Jahr 1988 beim Bau einer Siedlung gefunden. In der Vergangenheit befand sich hier eine Kreisgrabenanlage (Rondell) mit zwei Gräben. Solche Erdwerke werden in Mitteleuropa etwa auf 4500–3500 v. Chr. datiert.
Das Rondell von Holíč ist nach Charles-Tanguy Le Roux das östlichste Vorkommen von Menhiren in Mitteleuropa (lediglich in Thrakien gibt es noch östliche Vorkommen), die allerdings ansonsten nirgends mit Kreisgrabenanlagen vergesellschaftet sind. Das als slowakisches Stonehenge bezeichnete Rondell hatte 60 Meter Durchmesser und bestand aus 25 Steinen, die in zwei Kreisen angeordnet waren, wobei sich niedrige und breite Plattenmenhire (für „weiblich“ angesehene Steine) mit hohen und schlanken „männlichen“ Steinen abwechselten. In der Mitte stand der 6,8 m hohe spitze Hauptmenhir. Der Stein ist deutlich mit Symbolen verziert – darunter Axt, Haken oder Hakenpflug, oder Hammer bzw. Hacke.
Die Menhire werden seit 1996 im Hof des Handwerkshauses, des Gebäudes der Holíčer Fayence, ausgestellt und haben die Anordnung einer Sonnenuhr.